# Brachyrhamdia heteropleura
Brachyrhamdia heteropleura är en fiskart som först beskrevs av Eigenmann 1912.  Brachyrhamdia heteropleura ingår i släktet Brachyrhamdia och familjen Heptapteridae. Inga underarter finns listade.